# Ispupčenje (astronomija)
Ispupčenje (izbočina) je pojam kojim u astronomiji označavamo tijesno nakupljenu skupinu zvijezda unutar veće tvorevine.

## Opis
Središnja je jarka elipsoidna sastavnica spiralnih i lećastih galaktika. Skoro u potpunosti odnosi na središnju skupinu zvijezda na koje možemo naići u većini spiralnih galaktika (vidi galaktički sferoid). Za ispupčenja se u povijesti mislilo da su eliptične galaktike s diskom zvijezda oko njih. Slike visoke razlučivosti s Hubblea otkrile su da su brojna ispupčenja u središtu spiralne galaktike. Danas se smatra da postoje dvije vrste ispupčenja: ispupčenja poput eliptičnih galaktika i ispupčenja poput spiralnih galaktika. Veličine ispupčenja variraju od stotinjak parseka do nekoliko kiloparseka. Ispupčenje tvore stare zvijezde kretajuće po izduženim orbitama. Obično su u ispupčenju crveni divovi, crveni patuljci, supernove vrste II, promjenljiva zvijezda vrste RR Lire i kuglasti skupovi. Čini vanjsku, najravniji dio sfernog podsustava galaktika.
Kod vrlo udaljenih galaktika ispupčenje je jedino što se može vidjeti od galaktike. Nalikuju eliptičnim galaktikama. U središtu ispupčenja prema novijim istraživanja uglavnom je supermasivna crna rupa. Masa joj korelira s omjerom ispupčenja i s raspršenošću brzina zvijezda u njemu. Supermasivna crna rupa praktično nikada se ne vidi bez okolnog ispupčenja. U ispupčenjima mnogih spiralnih galaktika može se pratiti višak ultraljubičastog zračenja. Crna rupa je i u središtu naše Kumove slame. Odnos mase crnih rupa i ispupčenja (drugim riječima, "maseni udio ispupčenja, koji su u crnoj rupi") je 0,2 posto (prema Ho, 1999 i Wandel, 1999) odnosno 0,6 posto (prema Kormendy i Richstone, 1995.) pri raznim galaktikama konstantno. Veličine postotno bei unterschiedlichen Galaxien konstant. Veličine postotnih udjela u istraživanjima proturiječe jedna drugoj.

## Huzninska ljubav
Disk Kumove slame ima središnje ispupčenje, a ostatak te galaktike čine halo i korona. Debljine je 10.000 gs, ima jezgru oko koje se ovijaju spiralni krakovi.

## Ispupčenje
- galaktika s diskom
  - spiralna galaktika
- galaktički koordinatni sustav
- galaktički halo
- galaktička korona
- tvorba i evoluiranje galaktika
- deficit mase
- odnos M–sigma

## Daljnja literatura
- Балдж  Arhivirana inačica izvorne stranice od 21. kolovoza 2016. (Wayback Machine) // Астрономічний енциклопедичний словник  Arhivirana inačica izvorne stranice od 10. rujna 2016. (Wayback Machine) / За загальною редакцією І. А. Климишина та А. О. Корсунь. — Львів, 2003. — С. 47. — ISBN 966-613-263-X. (ukr.)